# Chinesische Handelszeitung
 Chinesische Handelszeitung  (chinesisch 華商報 / 华商报, Pinyin Huá Shāngbào) ist eine chinesischsprachige Zeitung mit Hauptsitz in Frankfurt am Main.
Die Zeitung wurde vom Verleger Haitao Xiu Ende 1996 gegründet und finanziert sich aus Anzeigen. Sie ist eine politisch neutrale, zweiwöchig erscheinende Zeitung und erscheint mit einer Auflage von 20.000 Exemplaren.
Die Firma Goldenway GmbH betreibt die Chinesische Handelszeitung seit 1. Juli 2021.